# Gendarmeria Nacional Argentina

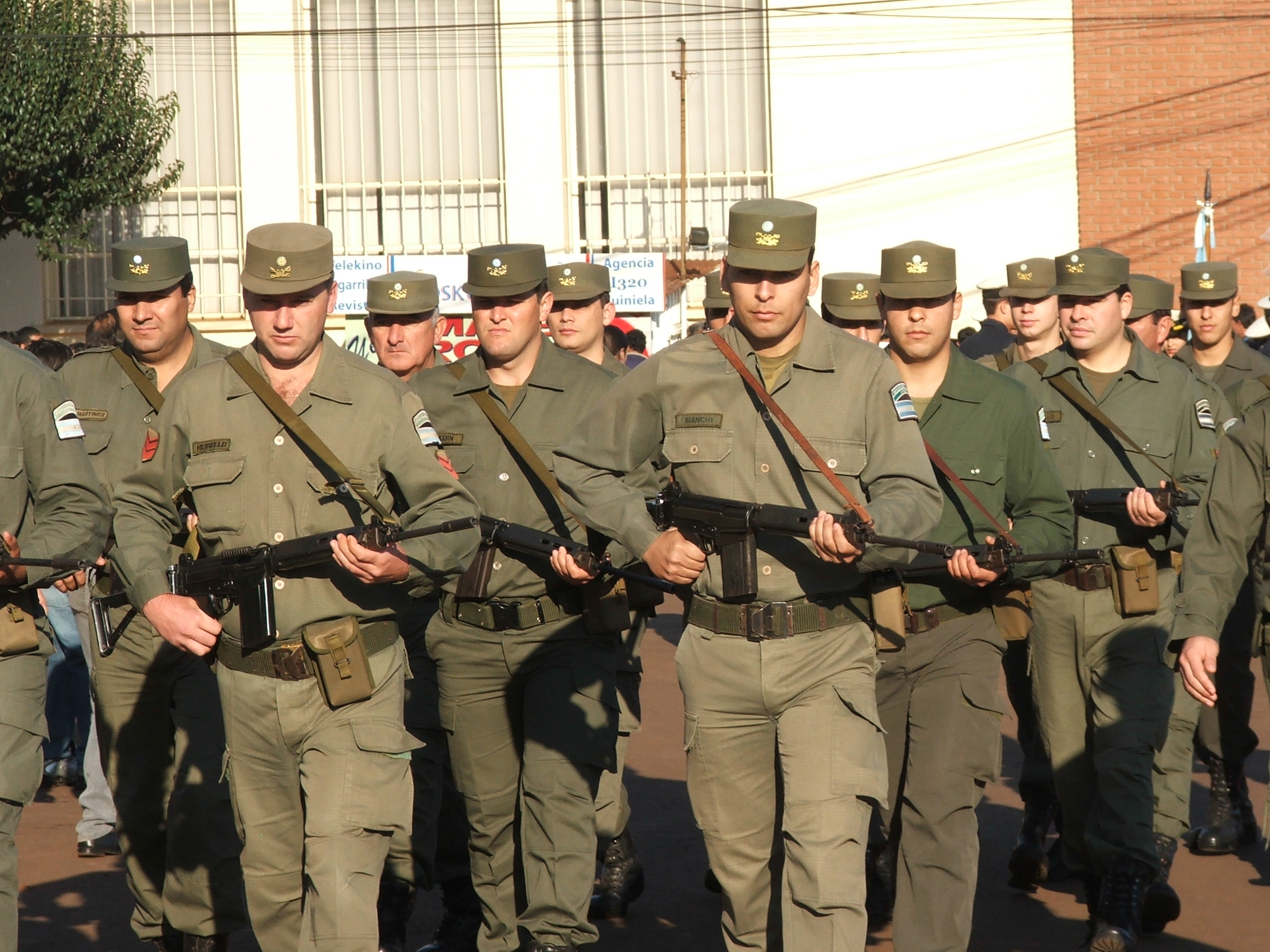
Pessoal de GNA na cidade de Oberá, Misiones.

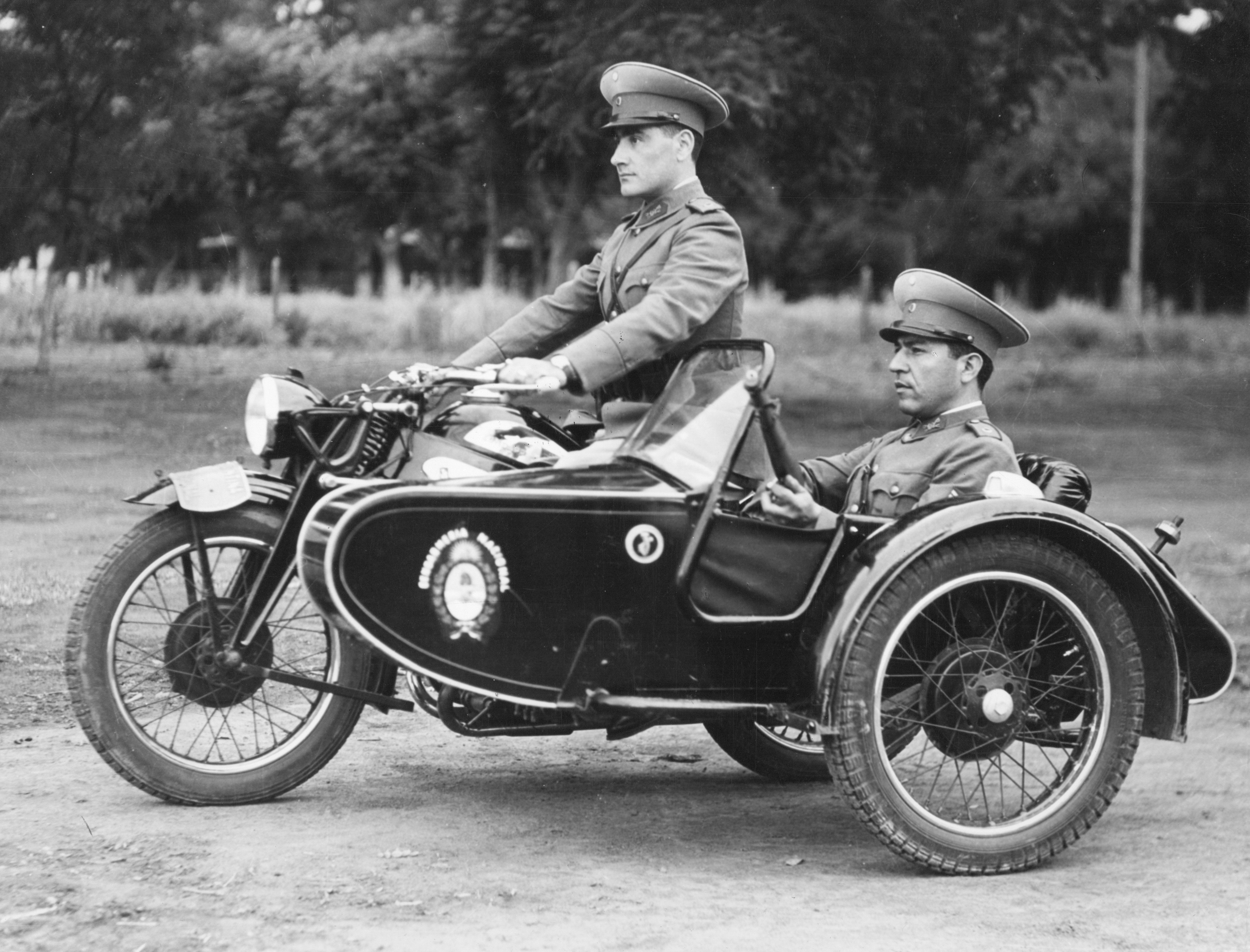
Oficiais de GNA em motocicleta e sidecar para os anos 1940.

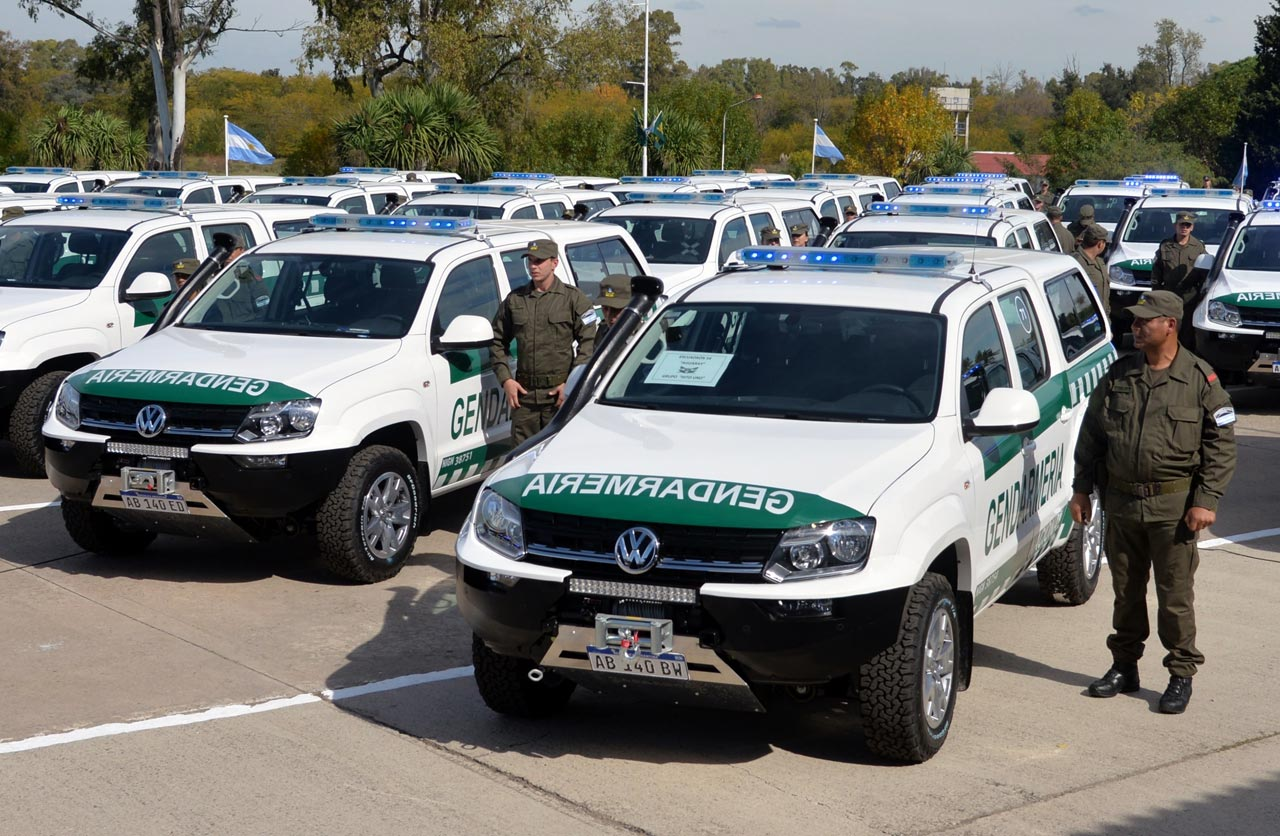
Veículos da Gendarmeria Argentina.

A Gendarmería Nacional Argentina (GNA) é o corpo de gendarmeria nacional da República Argentina, sendo também a principal força de segurança propriamente do país. Diferencia-se das restantes Forças de Segurança e Policiais (PFA, PNA, PSA e Polícias Provinciais), por ser de natureza militar, com características de Força Intermediária, também denominadas de duplo emprego (policial e militar). 
A GNA cumpre sua missão e funções no marco da Segurança Interior e apoio à Política Exterior. Foi criada em 28 de julho de 1938 durante a presidência de Roberto M. Ortiz com a missão de consolidar os limite internacionais e garantir a segurança dos colonos e habitantes das regiões afastadas.
A GNA é uma força de segurança de natureza militar que funciona sob a órbita do Ministério de Segurança. A principal função da Gendarmeria Nacional é a proteção e controle da fronteira do país e de lugares estratégicos nacionais, como por exemplo, os passos internacionais federais da Argentina e as plantas nucleares. Conta na atualidade com 31.500 membros.

## Missão
No âmbito da Segurança Interior: satisfazer as necessidades do Estado Nacional, em matéria de polícia de segurança e judicial no Fórum Federal e polícia de prevenção e repressão de infracções a leis e decretos especiais.
Em Defesa Nacional executando o controle e vigilância de fronteiras e custodia-as nos objetivos estratégicos, em forma permanente. No âmbito da Política Exterior da Nação participar em missões de paz e Segurança das Nações Unidas e custodiar pessoas e bens do Estado Nacional no exterior (Decreto 1184/97).

## Função
Em aspectos inerentes à Segurança Interior, combate o delito e desenvolve atividades tendentes a eliminar os verdadeiros fatores do narcotráfico, terrorismo, crime organizado, alterações à ordem pública, segurança viária, migrações e aduana, proteção ambiental, e prevenção vegetal e animal. Tem como responsabilidade o controle e vigilância de fronteiras, e a custódia de objetivos estratégicos (instalações nucleares, por exemplo).
Em sua participação na Política Exterior da Nação, desenvolve atividades: em missões de paz e segurança de Nações Unidas, segurança de embaixadas, emprego integrado, cooperação trans-fronteiriça, e participação no âmbito do MERCOSUL.
A GNA pode atuar também em:
- Missões militares que sejam requeridas (como o sucedido na Guerra de Malvinas)
- Custodiar bens do Estado Argentino em outros países (embaixadas).
- Missões de paz ou ajuda humanitária baixo as Nações Unidas.

Narcotráfico, delitos e infracções contra o ambiente, contrabando, imigrações clandestinas, são exemplos aos que deve se enfrentar diariamente a Gendarmería Nacional.
A GNA foi criada o 28 de julho de 1938 por lei do congresso nacional, e substituiu os agrupamentos do Exército Argentino que desenvolviam tais tarefas de gendarmeria. Deve dizer-se que, de acordo à Constituição argentina, as forças armadas não podem intervir em conflitos civis internos do país, mas a Gendarmeria e a Prefeitura Naval são chamadas quando seja necessário.

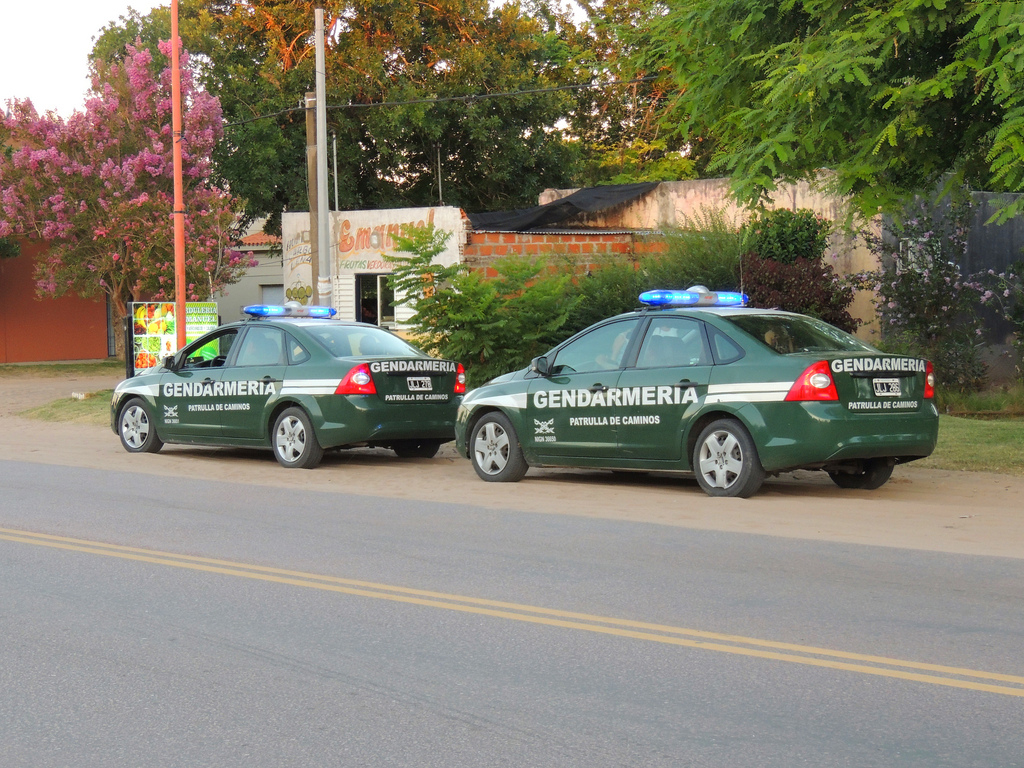
Duas viaturas da patrulha rodoviária ao lado de uma estrada ao norte da cidade de Santa Fe na província homônima.

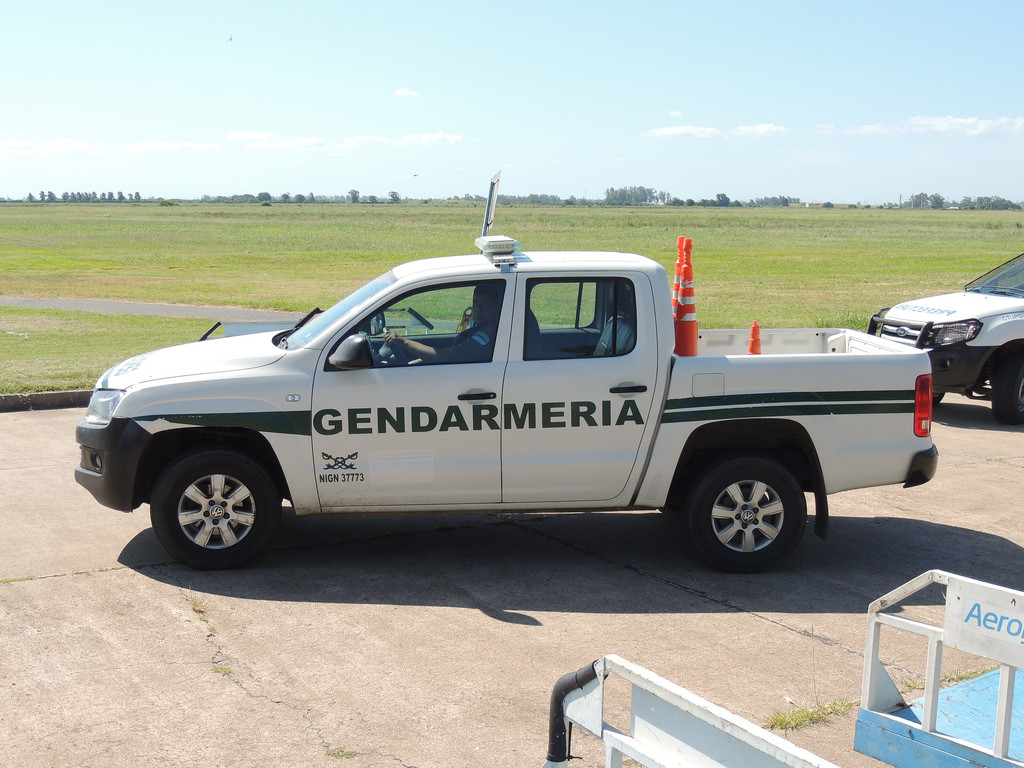
Viatura caminhonete.

Sob às Nações Unidas, a Gendarmeria Nacional Argentina ajuda em missões no Guatemala, Bósnia-Herzegóvina, Croácia, Angola, Líbano, Ruanda e Haiti.

## Hierarquia
| Oficiais                      |
| Comandante Geral (Cte Grl)    |
| Comandante Maior (Cte My)     |
| Comandante Principal (Cte Pr) |
| Comandante (Cte)              |
| Segundo Comandante (2.º Cte)  |
| Primeiro Alférez (1.er Alf)   |
| Alférez (Alf)                 |
| Subalférez (Subalf)           |

| Suboficiais                     |
| Suboficial Maior (Subof M)      |
| Suboficial Principal (Subof Pr) |
| Sargento Ajudante (Sarg Ai)     |
| Primeiro Sargento (Sarg 1.º)    |
| Sargento (Sarg)                 |
| Primeiro Cabo (Cabo 1.º)        |
| Cabo (Cabo)                     |
| Gendarme (Gend)                 |
| Gendarme II (Gend II)           |

## Unidade de forças especiais

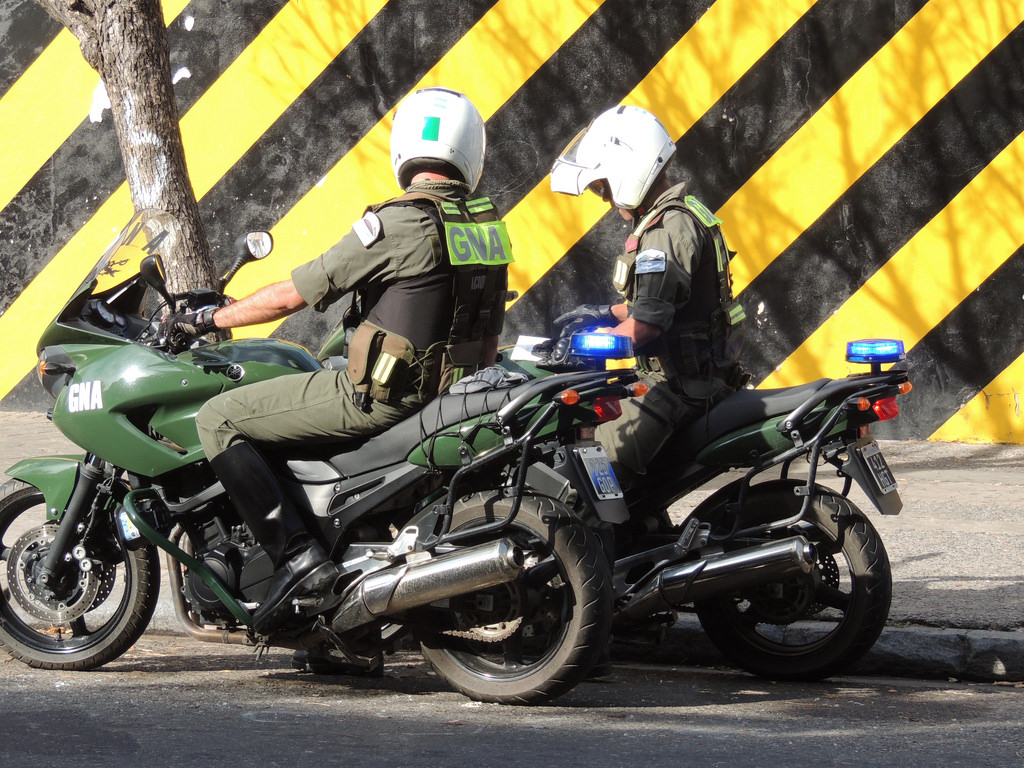
Dois patrulheiros de motocicleta.

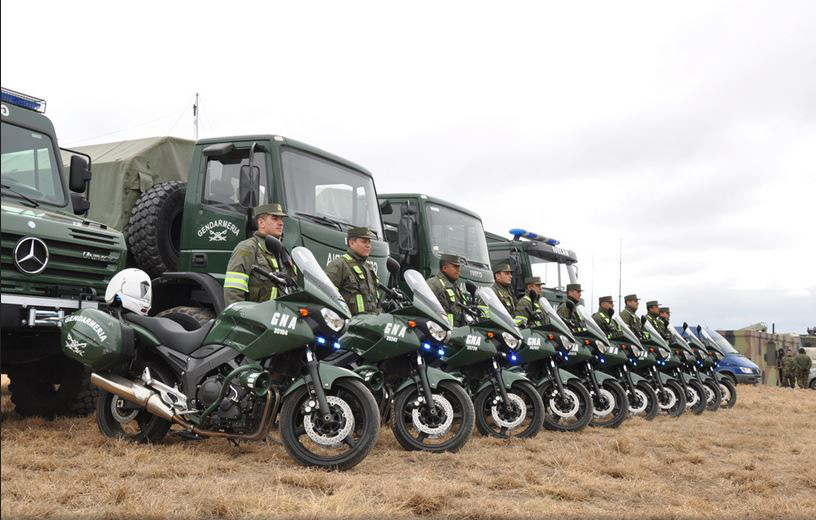
Membros da GNA durante a Operação North Shield.

A GNA conta com uma unidade considerada "de operações especiais", o Esquadrão Alacrán ("Escuadrón Alacrán"). Ela pode operar em todo o país e tem sua base na Guarnição "Campo de Maio" de Gendarmeria Nacional Argentina. Antes de mudar para seu nome atual, eram chamadas de "Forças "Especiais" da GNA.

## Recursos e equipamentos

### Veículos
- Renault Mégane
- Renault Fluence
- Toyota Corolla
- Ford Focus
- Renault Kangoo
- Land Rover Defender
- Ford Ranger
- Volkswagen Amarok
- Mercedes-Benz Sprinter
- Mercedes-Benz Unimog
- Iveco Daily
- Grupo STREIT Spartan
- Yamaha TDM 900

### Aviação
- Eurocopter EC135
- Eurocopter AS350 Ecureuil
- Bell Huey II
- Schweizer 300
- AgustaWestland AW169 [
- Robinson R-44
- Pilatus PC-12
- Pilatus PC-6
- SOCATA TBM
- Cessna 206
- Cessna 152
- Cessna 336/337 Skymaster
- Piper PA-23 Aztec
- Fairchild Swearingen Metroliner
- AgustaWestland AW169
- Bell 206

### Armas
- Beretta 92
- Glock 17
- Browning Hi-Power
- Heckler & Koch MP5
- FN P90
- FMK-3
- FN FAL
- Steyr AUG
- Colt M4
- Mauser 86 SR
- M24 SWS
- Barrett M95
- Ithaca 37
- SPAS-15
- Benelli M3
- FN MAG
- Mossberg 500